# Antoni Trylski
Antoni Władysław Trylski (ur. 2 sierpnia 1939 w Kurzelowie) – polski samorządowiec, naczelnik oraz wójt gminy Hażlach w latach 1989–2002.

## Życiorys
Urodził się 2 sierpnia 1939 roku w Kurzelowie. W latach 1989–1990 pełnił funkcję naczelnika gminy Hażlach, a w 1990 roku został wójtem tej gminy i stanowisko to zajmował do 2002 roku. Działał na rzecz poprawy warunków życia mieszkańców. Przed pracą w samorządzie pełnił m.in. funkcje prezesa Zarządu Spółek Wodnych w Cieszynie, wiceprzewodniczącego Izby Rolniczej w Bielsku-Białej, wiceprzewodniczącego Wojewódzkiego Związku Spółek Wodnych w Bielsku-Białej oraz wiceprzewodniczącego Wojewódzkiego Związku Producentów i Hodowców Trzody Chlewnej w Bielsku-Białej. Był członkiem Prezydium Rady Wojewódzkiego Związku Rolników, Kółek i Organizacji Rolniczych w Bielsku-Białej, Prezydium Krajowego Związku Rolników, Kółek i Organizacji Rolniczych, Rady Krajowego Związku Rolników, Kółek i Organizacji Rolniczych. Był uczestnikiem obrad „Okrągłego Stołu” w 1989 roku w Podzespole ds. Zdrowia.

## Odznaczenia
Został odznaczony Krzyżem Oficerskim (2010) oraz Kawalerskim (1985) Orderu Odrodzenia Polski, złotym (1979) i brązowym (1973) Krzyżem Zasługi, złotą odznaką honorową „Za Zasługi dla Województwa Śląskiego” (2007), srebrnym Medalem „Za Zasługi dla Pożarnictwa” (2002), Medalem 40-lecia Polski Ludowej (1984), odznaką „Za Zasługi dla Kółek Rolniczych” (1978), odznaką Zasłużonego Działacza Ruchu Spółdzielczego (1988), odznaką honorową „Zasłużony dla Rolnictwa” (1997), odznaką „Za Zasługi dla Łowiectwa” (2002), tytułami „Zasłużonego Rolnika Polski Ludowej” (1987) oraz „Zasłużonego Działacza Zrzeszenia Producentów Trzody Chlewnej” (1984).